# Яновська-Гапоненко Інна Григорівна
Інна Григорівна Яновська, до шлюбу Гапоненко (22 червня 1976) — українська шахістка, міжнародний майстер (2002), заслужений майстер спорту України.
Чемпіонка України з шахів 2008 року.
У складі жіночої збірної України переможниця шахової Олімпіади 2006 року, чемпіонка світу 2013 року та чемпіонка Європи 2013 року.
Її рейтинг станом на січень 2025 року — 2346 (116-те місце у світі, 6-те — серед шахісток України).
У складі збірної України учасниця 12-ти шахових олімпіад (1994–1998, 2002–2016, 2024).

## Статистика виступів у складі збірної України
За період 1996—2024 рр. Інна Гапоненко зіграла за жіночу збірну України у 31-му турнірі (1-й показник), зокрема: шахова олімпіада — 12 разів, командний чемпіонат світу — 7 разів, командний чемпіонат Європи — 12 разів. При цьому ставши переможницею всіх трьох командних турнірів, зокрема шахової олімпіади 2004 року, командного чемпіонату світу 2013 року та командного чемпіонату Європи 2013 року. Крім того, в активі Гапоненко срібло (2008) та бронза (2012, 2014, 2016) шахових олімпіад, бронза чемпіонату світу 2007 та 2009 років, а також срібло (2015) та бронза (2009, 2017) чемпіонатів Європи.
Також Інна здобула 8 індивідуальних нагород (чотири золоті, дві срібні та дві бронзові).
 Загалом у складі збірної України Інна Гапоненко зіграла 226 партій (2-й показник), у яких набрала 147½ очка (+102=91-33), що становить 65,3 % від числа можливих очок.

### Результати на шахових олімпіадах
| Рік  | Місто           | Турнір         | Шахівниця    | + | − | = | Результат | Місце командне | Місце особисте |
| ---- | --------------- | -------------- | ------------ | - | - | - | --------- | -------------- | -------------- |
| 1994 | Москва          | 16-а Олімпіада | 3            | 5 | 3 | 3 | 6½ з 11   | 5              | 16             |
| 1996 | Єреван          | 17-а Олімпіада | 1            | 4 | 2 | 7 | 7½ з 13   | 4              | 23             |
| 1998 | Еліста          | 18-а Олімпіада | 1-а резервна | 6 | 1 | 2 | 7 з 9     | 12             | 8              |
| 2002 | Блед            | 20-а Олімпіада | 1-а резервна | 7 | 2 | 3 | 8½ з 12   | 6              | 6              |
| 2004 | Кальвія         | 21-а Олімпіада | 2            | 4 | 1 | 6 | 7 з 11    | 18             | 9              |
| 2006 | Турин           | 22-а Олімпіада | 3            | 6 | 1 | 2 | 7 з 9     | Gold           | Silver         |
| 2008 | Дрезден         | 23-а Олімпіада | 4            | 3 | 1 | 4 | 5 з 8     | Silver         | 11             |
| 2010 | Ханти-Мансійськ | 24-а Олімпіада | 4            | 7 | 0 | 1 | 7½ з 8    | 9              | Gold           |
| 2012 | Стамбул         | 25-а Олімпіада | резервна     | 2 | 0 | 4 | 4 з 6     | Bronze         | —              |
| 2014 | Тромсе          | 26-а Олімпіада | резервна     | 3 | 1 | 1 | 3½ з 5    | Bronze         | —              |
| 2016 | Баку            | 27-а Олімпіада | резервна     | 4 | 0 | 2 | 5 з 6     | Bronze         | —              |
| 2024 | Будапешт        | 30-а Олімпіада | 4            | 5 | 1 | 3 | 6½ з 9    | 8              | 6              |

### Результати на командних чемпіонатах світу та Європи
| Рік  | Турнір           | Місто           | Збірна  | Шахівниця    | Рейтинг | + | = | − | Результат | % очок | Турнірний рейтинг | Командне місце | Особисте місце |
| ---- | ---------------- | --------------- | ------- | ------------ | ------- | - | - | - | --------- | ------ | ----------------- | -------------- | -------------- |
| 2001 | чемпіонат Європи | Леон            | Україна | 1-а резервна | 2409    | 1 | 3 | 1 | 2½ з 5    | 50,0   | 2304              | 10             | 13             |
| 2003 | чемпіонат Європи | Пловдив         | Україна | 1-а резервна | 2409    | 3 | 3 | 1 | 4½ з 7    | 64,3   | 2412              | 6              | 6              |
| 2005 | чемпіонат Європи | Гетеборг        | Україна | 3            | 2439    | 2 | 2 | 2 | 3 з 6     | 50,0   | 2316              | 7              | 18             |
| 2007 | чемпіонат Європи | Іракліон        | Україна | 4            | 2440    | 2 | 3 | 1 | 3½ з 6    | 58,3   | 2319              | 4              | 10             |
|      | чемпіонат світу  | Єкатеринбург    | Україна | 3            | 2451    | 6 | 2 | 0 | 7 з 8     | 87,5   | 2568              | Bronze         | Gold           |
| 2009 | чемпіонат Європи | Новий Сад       | Україна | 4            | 2438    | 3 | 3 | 1 | 4½ з 7    | 64,3   | 2428              | Bronze         | 6              |
|      | чемпіонат світу  | Нінбо           | Україна | 3            | 2438    | 5 | 1 | 2 | 5½ з 8    | 68,8   | 2519              | Bronze         | Gold           |
| 2011 | чемпіонат Європи | Порто-Каррас    | Україна | 4            | 2435    | 1 | 3 | 2 | 2½ з 6    | 41,7   | 2285              | 4              | 10             |
|      | чемпіонат світу  | Мардін          | Україна | 3            | 2435    | 2 | 4 | 1 | 4 з 7     | 57,1   | 2329              | 5              | 5              |
| 2013 | чемпіонат світу  | Астана          | Україна | резервна     | 2421    | 0 | 3 | 1 | 1½ з 4    | 37,5   | 2152              | Gold           |                |
|      | чемпіонат Європи | Варшава         | Україна | резервна     | 2402    | 0 | 4 | 0 | 2 з 4     | 50,0   | 2272              | Gold           |                |
| 2015 | чемпіонат світу  | Ченду           | Україна | резервна     | 2384    | 2 | 2 | 1 | 3 з 5     | 60,0   | 2305              | 5              | 4              |
|      | чемпіонат Європи | Рейк'явік       | Україна | резервна     | 2401    | 3 | 0 | 1 | 3 з 7     | 75,0   | 2427              | Silver         |                |
| 2017 | чемпіонат світу  | Ханти-Мансійськ | Україна | 3            | 2428    | 3 | 3 | 1 | 4½ з 7    | 64,3   | 2503              | 5              | Bronze         |
|      | чемпіонат Європи | Крит            | Україна | 4            | 2433    | 3 | 3 | 0 | 4½ з 6    | 75,0   | 2552              | Bronze         | Gold           |
| 2019 | чемпіонат світу  | Астана          | Україна | 4            | 2427    | 3 | 4 | 1 | 5 з 8     | 62,5   | 2503              | 4              | Bronze         |
|      | чемпіонат Європи | Батумі          | Україна | 2            | 2427    | 1 | 3 | 3 | 2½ з 7    | 35,7   | 2250              | 4              | 17             |
| 2021 | чемпіонат Європи | Чатеж-об-Саві   | Україна | 4            | 2339    | 3 | 3 | 1 | 4½ з 7    | 64,3   | 2425              | 4              | Silver         |
| 2023 | чемпіонат Європи | Будва           | Україна | 3            | 2335    | 3 | 4 | 0 | 5 з 7     | 71,4   | 2329              | 4              | 7              |

## Результати виступів у чемпіонатах України
| Рік  | Місто       | Турнір                 | + | − | = | Результат | Місце  |
| ---- | ----------- | ---------------------- | - | - | - | --------- | ------ |
| 1991 | Сімферополь | 51-й чемпіонат України | 6 | 2 | 7 | 9½ з 15   | Bronze |
| 1992 | Херсон      | 52-й чемпіонат України | 8 | 3 | 4 | 10 з 15   | Bronze |
| 2001 | Краматорськ | 61-й чемпіонат України | 5 | 1 | 7 | 8½ з 13   | Bronze |
| 2006 | Одеса       | 66-й чемпіонат України | 4 | 1 | 6 | 7 з 11    | 4      |
| 2008 | Миколаїв    | 68-й чемпіонат України | 7 | 1 | 3 | 8½ з 11   | Gold   |
| 2010 | Полтава     | 70-й чемпіонат України | 4 | 0 | 5 | 6½ з 9    | Silver |
| 2011 | Полтава     | 71-й чемпіонат України | 3 | 0 | 6 | 6 з 9     | Bronze |
| 2012 | Харків      | 72-й чемпіонат України | 2 | 1 | 6 | 5 з 9     | 5      |
| 2013 | Київ        | 73-й чемпіонат України | 3 | 2 | 4 | 5 з 9     | 4      |
| 2014 | Львів       | 74-й чемпіонат України | 1 | 0 | 7 | 4½ з 8    | 5      |
| 2015 | Львів       | 75-й чемпіонат України | 3 | 2 | 4 | 5 з 9     | 5      |
| 2016 | Рівне       | 76-й чемпіонат України | 3 | 1 | 5 | 5½ з 9    | Bronze |
| 2017 | Житомир     | 77-й чемпіонат України | 2 | 4 | 3 | 3½ з 9    | 8      |
| 2018 | Київ        | 78-й чемпіонат України | 4 | 0 | 5 | 6½ з 9    | Silver |

## Зміни рейтингу
| На цьому місці має відображатися графік чи діаграма, однак з технічних причин його відображення наразі вимкнено. Будь ласка, не видаляйте код, який викликає це повідомлення. Розробники вже працюють для того, щоби відновити штатне функціонування цього графіка або діаграми. | |
| | На цьому місці має відображатися графік чи діаграма, однак з технічних причин його відображення наразі вимкнено. Будь ласка, не видаляйте код, який викликає це повідомлення. Розробники вже працюють для того, щоби відновити штатне функціонування цього графіка або діаграми. |